# Gottfried Ludolf Graßmann

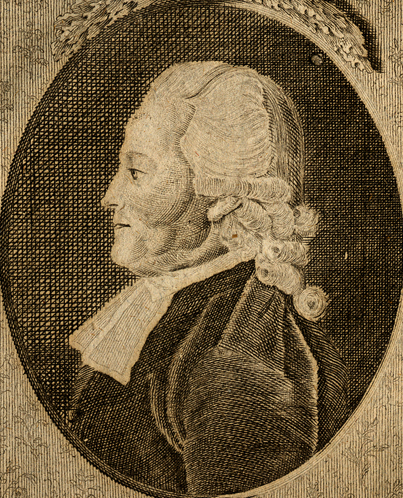
Gottfried Ludolf Graßmann

Gottfried Ludolf Graßmann (* 3. April 1738 in Landsberg an der Warthe; † 31. August 1798 in Sinzlow) war ein deutscher evangelisch-lutherischer Geistlicher und Agrarschriftsteller.

## Leben
Geboren als Sohn des Bürgermeisters von Landsberg an der Warthe, studierte er Theologie. Eine erste Anstellung erhielt er in Wittmannsdorf bei Luckau. Dann wechselte er auf die Predigerstelle am Arbeitshaus in Stargard in Pommern. 1768 wurde er schließlich Pfarrer zu Sinzlow und Kortenhagen im Amt Kolbatz; diese Pfarrstelle bekleidete er bis zu seinem Tode.
Zu Graßmanns Pfarrstelle gehörte eine umfangreiche Landwirtschaft, wodurch er angeregt wurde, sich mit agrarwissenschaftlichen Themen zu beschäftigen. Er veröffentlichte die ab 1774 periodisch erscheinenden „Berliner Beiträge zur Landwirthschaftswissenschaft“ und mehrere Einzelschriften. In Anerkennung seiner Verdienste um die Landwirtschaft wurde er zum Regierungskommissar in Landeskulturangelegenheiten ernannt.
Graßmann war zweimal verheiratet und hatte mehrere Kinder. Sein Sohn Justus Günther Graßmann (* 1779; † 1852) wurde Gymnasiallehrer in Stettin und veröffentlichte Beiträge in den Bereichen der Mathematik und der Kristallographie. Zu dessen Kindern gehören der Mathematiker Hermann Graßmann (* 1809; † 1877) und der Stettiner Zeitungsverleger und philosophische Schriftsteller Robert Graßmann (* 1815; † 1901).

## Schriften
- Abhandlung, ein Land, in Ermangelung des Düngers, fruchtbar zu machen und fruchtbar zu erhalten. Berlin und Stralsund 1772.
- Bestimmung des Landes zu dem reichlichen Unterhalt einer Bauerfamilie. Berlin 1776. (Online)
- Ueber die allgemeine Stallfütterung des Viehs. Berlin 1788.